# Erna Wallisch
Erna Wallisch (10 de febrero de 1922 - 16 de febrero de 2008) fue una criminal nazi y guardia de seguridad en dos campos de concentración durante el Holocausto judío. Es también conocida como "La bruja de Hitler", por lo severa que era con los presos, así como por las vejaciones y humillaciones a los que los sometía.

## Biografía
Erna Wallisch nació en Pfannenstiel en 1922, y creció en Alemania Oriental con su padre, un empleado de correos. A la edad de 19, se unió al NSDAP y recibió capacitación para convertirse en un "Aufseherin" (mujer guardia en campo de concentración). Erna primero sirvió como guardiana en el campo de concentración en Ravensbrück durante un año antes de ser transferida al campo de Majdanek (Lublin, Polonia).
Mientras hizo su servicio en Polonia, conoció a un guardia nazi llamado Georg Wallisch y se casaron en 1944.
Se afirma que la monstruo Erna Wallisch fue una guardiana brutal, golpeaba sin compasión a las mujeres y a los niños cuando iban de camino hacia las cámaras de gas, y participó personalmente en la elección de los reclusos que deberían ser ejecutados. Sobrevivientes de aquella terrible matanza cuentan cómo en una ocasión Erna Wallisch, estando embarazada, golpeó sin compasión a un niño pequeño y recuerdan la escena diciendo: "El sudor y el aliento, mientras estabamos frente a aquella monstruo fue algo que no olvidaremos mientras vivamos".
En 2007, el autor y periodista Guy Walters Wallisch hizo un seguimiento a un pequeño piso en Viena, Austria, como parte de su investigación para un próximo trabajo titulado La caza del mal, sobre la persecución de los criminales de guerra nazis que escaparon. Aunque Wallisch no habló con él y el Gobierno austriaco afirmó que el estatuto de limitaciones había expirado en sus crímenes de guerra, Polonia exploró la búsqueda de una acusación en contra de Erna.
Antes de que el informe pudiese ser completado, falleció el febrero de 2008 a los 86 años de edad.